# Romantic Warrior
Romantic Warrior — студийный альбом американской джаз-рок группы Return to Forever, выпущенный в 1976 году лейблом Columbia. В этом классическом альбоме жанра Чик Кориа, Стэнли Кларк, Эл Ди Меола и Ленни Уайт вплели средневековую тему в смесь джаз/рок-фьюжн. Альбом получил золотой статус, став самым популярным альбомом Return to Forever на сегодняшний день.

## История создания
После четырех альбомов на лейбле Polydor группа Return to Forever подписала контракт с Columbia Records, хотя Чик Кориа как сольный исполнитель оставался с Polydor большую часть десятилетия. Columbia была домом для других лидеров фьюжн того времени, таких как Майлз Дэвис, Weather Report, Mahavishnu Orchestra Джона Маклафлина и Херби Хэнкок.
В феврале 1976 года Кориа и компания отправились в популярное ранчо Caribou Ranch чикагского продюсера Джеймса Герсио в отдаленной части штата Колорадо, чтобы воплотить то, что должно было стать окончательным музыкальным заявлением группы, Romantic Warrior. По мнению некоторых критиков, альбом является вершиной творческого и художественного видения группы, которая перемещает свою музыкальную топографию куда-то в Средние века, чтобы быть более масштабной и сознательно более музыкальной. 
«Это была хорошая финальная запись для того квартета, потому что всё над чем мы работали в течение тех лет, когда мы гастролировали, и несколько записей, которые мы сделали, достигли кульминации. В неё было вложено много работы, и эта запись была очень хорошо спланирована. Я думаю, это было просто второстепенным — на каком лейбле она была — это было больше связано с тем, что это была наша последняя запись», — заявил Чик Кориа в интервью Huffington Post.

## Об альбоме
Romantic Warrior — это по-настоящему совместный альбом, в котором все четыре музыканта внесли свой вклад в композиции и взяли на себя продюсерские обязанности.
От обложки в стиле «меч и колдовство» (нарисованной Уилсоном Маклином) до названий треков в сборнике рассказов, альбом представлял собой концептуальный проект и наиболее полное выражение научно-фантастических наклонностей Чика Кориа на тот момент. Альбом состоит из шести оригинальных композиций, три из которых принадлежат Кориа, а по одной — Уайту, Ди Меоле и Кларку, каждая из которых отмечена взрывными соло, унисонными линиями и отчетливо рок-ориентированным подходом, выраженным в искажённом гитарном тоне Эла Ди Меолы — звук, особенно очевидный в его композиционном вкладе «Majestic Dance».
Во всём альбоме акустические и электрические инструменты используются экономно и по мере необходимости, а акцент делается на клавишных и синтезаторах для создания текстуры, настроения и мелодий. Музыка тяготеет к прог-року, и хотя ни одна из композиций ни слишком длинная, ни слишком короткая, альбом и композиции были записаны как концептуальная сюита.

Кто-то мог поставить альбом Yes, а затем включить «Romantic Warrior», и звучание не сильно отличалось — по сути, почти не отличалось.
Оригинальный текст (англ.)Somebody could put on a Yes album and then put on “Romantic Warrior” and the sound was not that much different — matter of fact, hardly at all.
— Стэнли Кларк в интервью The Mercury News
Журнал Prog считает, что на пике своего мастерства Return To Forever, вероятно, имели больше общего с некоторыми хедлайнерами прогрессивного рока, такими как ELP и Yes, чем с их собратьями по джаз-року, часто сохраняя лишь тонкую связь со своими джазовыми истоками.

## Содержание альбома

#### Medieval Overture
Вступительный трек альбома Romantic Warrior — квинтэссенция стиля джаз-фьюжн Return to Forever. Как пишет журнал Rolling Stone, играя иногда в унисон, а иногда индивидуально, группа сочетает в себе раскованность джазового ансамбля, интенсивность мощных аккордов рок-группы и вспышку синтезаторного соло прог-группы. Ленни Уайт играет на ударных и малом барабане, пока Чик Кориа доминирует на маримбе и органе, а Эл Ди Меола берёт свою акустическую гитару.

#### Sorceress
Джем начинается с тяжелого фанка, а затем Эл Ди Меола демонстрирует игру на гитаре, которая заменяет работу Чика Кориа на электрическом пианино. Несколько секунд спустя Кориа привлекает внимание с помощью работы на синтезаторе и акустического пианино. Обозреватель газеты The New York Times выделает трек «Sorceress» — Ленни Уайт указан здесь как композитор, и его беспокойный барабанный грув поддерживает работу группы. Но «Sorceress» также застает Чика Кориа в его наиболее универсальной клавишной игре — вплетении атмосферных, волнистых синтезаторных линий и латинских тем на акустическом пианино.

#### The Romantic Warrior
Полностью акустический заглавный трек «Romantic Warrior», по мнению электронного издания PopMatters, — захватывающий и грандиозный, но на самом деле органичный и логичный. Вступление к треку состоит из акустической гитары, за которой следует лирическая игра на пианино Чика Кориа. Номер значительно выигрывает от игры Стэнли Кларка на контрабасе и аккомпанемента на гитаре Эла Ди Меолы. Ни одна нота не лишняя, не слишком громкая или слишком тихая. Mixdown Magazine считает этот трек одним из лучших в карьере Чика Кориа, в котором взаимодействие между фортепиано Чика и партией контрабаса Кларка носит почти разговорный характер, и эта пара демонстрирует, почему они были одним из самых впечатляющих джаз-фьюжн-партнерств десятилетия.

#### Majestic Dance
Композиция Эла Ди Меолы открывает вторую сторону пластинки. «Majestic Dance» отличается жёсткой рок-гитарной базой, которая сама по себе формирует запоминающуюся мелодию. Этот номер, по мнению онлайн-издания Chaospin, подчёркивает мастерство Ди Меолы, который выдает свои обычные мощные риффы, а Чик Кориа вступает с интермедиями на Moog и маримбе, создавая  неуловимые текстуры. Гитарные соло могут быть немного пронзительными в начале, но фанфары и стильная подача более чем компенсируют это. «Majestic Dance» всего за пять минут показывает силу каждого участника группы и является примером каждого из их стилей игры на соответствующих инструментах и того, куда каждый из них направлялся в музыкальном плане.

#### The Magician
Участники Return to Forever показывают свои виртуозные навыки в номере «The Magician», написанном Стэнли Кларком. Каждый участник демонстрирует мастерство, играя на своём инструменте в этом многочастном джеме. SF Jazz Magazine считает, что эта композиция позволяет группе проявить себя в  оркестровом и исследовательском ключе, переходя от плотных слоев клавишных к резким паузам, от величественного марша к взрывному эйсид-року.

#### Duel of the Jester and the Tyrant
Сольные выступления музыкантов достигли апогея в 11-минутном заключительном треке альбома «Duel of the Jester and the Tyrant», написанном Чиком Кориа. Вступление к номеру имеет некоторое сходство с репликами и клавишными звуками Тони Бэнкса. Однако любые сходства между этими двумя работами исчезают после первых 30 секунд, поскольку Return to Forever наполняет музыку своим фирменным джазовым звучанием. Одной из особенностей этого джема являются соло музыкантов лицом к лицу. Эта дуэль прерывается краткими музыкальными репликами, прежде чем возобновляется гитарное соло. По мнению онлайн-журнала The Arts Fuse, последнее слово в этом номере было за Ди Меолой, который своими скоростными проходами поднял музыку на более высокую ступень, как и Minimoog Чика Кориа или слэповые всплески гитарной ловкости Кларка на электрическом басу.

## Релиз и критика
Альбом Romantic Warrior был выпущен в марте 1976 года и занял 3-е место в чарте Billboard Jazz Albums, 23-е место в чарте Billboard R&B Albums и 35-е место в Billboard 200. Диску присвоен «золотой» сертификат в США от RIAA.
Альбом получил смешанные отзывы критиков. Так, музыкальный критик Роберт Кристгау написал разгромную рецензию: «Там, где Маклафлин поддался нескольким глупым оркестровым уловкам, Кориа пишет помпезные, эрзац-классические композиции, продолжая при этом демонстрировать Эла Ди Меолу, Стэнли Кларка и Ленни Уайта во всей их ослепительной пустоте. Ответ джаз-рока Эмерсону, Лейку и Палмеру — худшее из обоих миров».
Онлайн-издание All About Jazz, напротив, включило Romantic Warrior в свой рейтинг «Лучших записей стиля джаз-рок-фьюжн», а обозреватель Джон Паттерсон считает, что этот альбом остается и по сей день бриллиантом, источающим безупречную красоту. «Да, он вырос из жанра джаз-рок-фьюжн, но это прекрасное искусство, которое переживет свой расцвет, пример того, насколько невероятно прекрасным может быть фьюжн».
Электронный журнал PopMatters считает, что сравнивая острые ощущения от альбома группы Hymn of the Seventh Galaxy с Romantic Warrior, трудно сказать, что Return to Forever со временем стали «лучше». Они стали более сложными, более разнообразными, более классическими, более способными — да. Но также более претенциозными и слишком умными. «Поклонники, особенно молодые поклонники джаза, которые не возражали против того, как наши герои играют громко и блестяще на аренах, оплакивали роспуск группы, но трезвая оценка предполагает, что эта линия музыкального развития была  исчерпана».
Музыкальный журналист Грэм Райд отмечает акустическую сторону альбома: «Когда Кориа не слишком занят на Moog, Fender Rhodes и других подключаемых устройствах и переключается на акустическое фортепиано (особенно в частях «Overture» и заглавного трека), — это фьюжн в его наиболее интересном проявлении».
Издание Jazz Views включило Romantic Warrior в свой список «10 самых известных джаз-фьюжн альбомов». По мнению обозревателя издания Ника Ли, альбом в целом является виртуозным представлением, которое сопротивляется самолюбованию благодаря сильным композициям и концепции шести пьес, которые объединяются, чтобы создать убедительную сюиту.

## Список композиций
| №  | Название               | Автор(ы)   | Длительность |
| -- | ---------------------- | ---------- | ------------ |
| 1. | «Medieval Overture»    | Чик Кориа  | 5:14         |
| 2. | «Sorceress»            | Ленни Уайт | 7:34         |
| 3. | «The Romantic Warrior» | Кориа      | 10:52        |

| №                   | Название                                             | Автор(ы)            | Длительность |
| ------------------- | ---------------------------------------------------- | ------------------- | ------------ |
| 4.                  | «Majestic Dance»                                     | Эл Ди Меола         | 5:01         |
| 5.                  | «The Magician»                                       | Стэнли Кларк        | 5:29         |
| 6.                  | «Duel of the Jester and the Tyrant (Parts I and II)» | Кориа               | 11:26        |
| Общая длительность: | Общая длительность:                                  | Общая длительность: | 45:28        |

## Участники записи
Return to Forever
- Чик Кориа - акустическое пианино, электрическое пианино Fender Rhodes, Hohner Clavinet, орган Yamaha YC45d, синтезаторы (ARP Odyssey, Micromoog, Minimoog, Moog 15 modular, Polymoog), маримба, перкуссия
- Эл Ди Меола - электрогитары, акустическая гитара, гитара сопрано, колокольчики, слайд-свист
- Стэнли Кларк - Алембический электрический бас с Instant Flanger, пикколо-бас, акустический бас, колокольчики
- Ленни Уайт - барабаны, лианы, конги, тимбалы, малый барабан, подвесные тарелки, будильник, колокольчики